# Cometes argodi
Cometes argodi là một loài bọ cánh cứng trong họ Cerambycidae.